# Vaccinium hagerupii
Vaccinium hagerupii är en ljungväxtart som först beskrevs av A. och D. Love, och fick sitt nu gällande namn av Rothmaler. Vaccinium hagerupii ingår i Blåbärssläktet, och familjen ljungväxter. Inga underarter finns listade i Catalogue of Life.